# Tiếng Futuna
Tiếng Futuna (Faka Futuna) là một ngôn ngữ Polynesia được nói trên đảo Futuna (và Alofi), và cũng được nói bởi cộng đồng người nhập cư Futuna ở Nouvelle-Calédonie. Tên Đông Futuna được sử dụng để phân biệt nó với tiếng Tây Futuna (Futuna-Aniwan) được nói trên đảo Futuna và Aniwa của Vanuatu.
Ngôn ngữ này có liên quan chặt chẽ với các ngôn ngữ Tây Polynesia khác như Tiếng Fagauvea?, Tiếng Wallis, Tiếng Tonga, Tiếng Samoan, Tiếng Tokelau và Tiếng Niuafo'ou?.
Nó được phân loại thành Austronesian, Malayo-Polynesian, Central-East Malayo-Polynesian, Eastern Malayo-Polynesian, Oceanic, Central-Eastern Oceanic, Remote Oceanic, Central Pacific, East Fijian-Polynesian, Polynesian, Nuclear, Samoic-Outlier, Futunic, Futuna, Đông.
Vào Năm 1987, Tiếng Futuna đã được nói bởi 3.600 trên Futuna, cũng như bởi một số trong số 3.000 công nhân nhập cư ở New Caledonia .
Ngôn ngữ này là một thành viên của nhóm ngôn ngữ bản địa Thái Bình Dương đang giảm dần , nó được xếp vào loại có nguy cơ tuyệt chủng.